# 邵族祖靈信仰
邵族是純粹的祖靈信仰，並將祖靈籃作為祖靈的居所。

## 神話傳說
邵族並無創世神話及始祖神話，主要以白鹿傳奇的創社神話做為開端。

### 白鹿傳說
邵族原本居住在阿里山一帶，有一年為了準備祖靈祭典，名叫帕達木的人帶領族人出發打獵，但過了好幾天都沒有收穫，正當他們苦無進展時，一隻大白鹿從他們眼前跑過（另有一說是獵犬發現），精神為之振奮的族人開始追捕白鹿，一連追了好幾天，沿路在樹幹上削下一片樹皮做為路標，最後白鹿帶著他們來到日月潭邊，跳進湖中消失不見，雖然鹿不見了，但到湖邊喝水的族人發現水裡有很多肥美的魚，而且附近的花草樹木十分漂亮，當時邵族人在山上生活習慣了，不知道魚可不可以吃，便由最年長的人以身試毒，發現沒有問題而且相當美味，獵人們回到部落後通知族人，後來大家決定遷村至當地，並推舉帕達木為第一代頭目。

### 黑白孿生子與祖靈籃
傳說邵族人剛來拉魯島定居時，頭人的妻子懷孕生下一對孿生兄弟，其中一位黑臉，另一位白臉，在當時孿生被認為是大不祥的事，更何況是詭異的一黑一白，於是頭人把黑嬰丟到潭中淹死。
第二天夜裏，被丟棄到潭中的黑嬰託夢給頭人，說到：「今我已死，此後全族每戶人家都必須以一籃置放祖先的衣飾，作為祖靈的居處而供奉之，不得有誤，否則將有大禍。」次日頭人將此事告知族人，大家都非常驚恐，於是每家都準備一只籃子，內置祖先衣服和飾物，作為祖靈的象徵，此後族人遇有重大事情，都以祖靈籃做為祭告求佑的對象，據說邵族的族運從那時起開始興旺，祖靈籃的供奉也延續至今。

### 金斧頭與金剪刀
從前，有一對青年夫婦，男的叫大尖哥，女生名叫水社姐，他們以捕魚為生。有一天，天地轟隆搖動，太陽與月亮一閃不見，從此世界陷入一片黑暗，植物無法生長，人們開始叫苦連天，於是大尖哥與水社姐決定前去尋找太陽與月亮。經過幾番長途跋涉，他們找到一個山洞，洞口裡的老婆婆告訴他們太陽與月亮已經被兩條惡龍吃掉了，自己也被迫日以繼夜地為惡龍煮飯，而惡龍什麼都不怕，只怕阿里山底下的金斧頭和金剪刀。
於是兩夫婦帶著老婆婆給的鍋鏟及火叉，前往阿里山將金斧頭與金剪刀挖出來，並以此殺死惡龍。為了將太陽與月亮送回天空，他們吃掉惡龍的眼睛化作兩座高山，長出棕梠樹，將太陽與月亮托往天空，並站在日月潭邊守著太陽與月亮，也就是現今的大尖山與水社山。邵族每年秋天的托球舞，正如同這對夫婦托住太陽與月亮的樣子。

## 宇宙觀與主要神祇
宇宙觀
邵族稱超自然物為Qali，凡是氏族祖靈（A-pu）或先生媽的守護神名皆為Qali。Qali有善惡之分，善靈由善良的人死後變成的，可以驅除惡靈造福社眾；惡靈為遭遇橫禍而死的，其經常作祟於人間，會影響邵族人的收成與家畜繁殖。
主要神祇
| 名稱       | 讀音             | 附註 |
| ---------- | ---------------- | --- |
| 阿姆栗什   | Amulish          | 毛姓與石姓氏族之始祖。 |
| 富利提     | Fuliti           | 陳姓氏族之始祖。 |
| 馬爾希普魯 | Malhipulu        | 高姓氏族之始祖。 |
| 馬什卡什卡 | Mashqashqa       | 袁姓氏族之始祖。 |
| 帕薩拉爾   | Pashala/Pathalar | 祖神、至高祖靈，居住在日月潭中拉魯島（Lalu），由白鹿變成的大茄苳樹上，是最具權威的神，任何想要成為先生媽（Shinshi）的，都須經過帕薩拉爾的認可才能成為。 |

## 惡靈與神祕生物
- 黑精（Matinatinaq a qali）：全身漆黑，且能驅使厄運導致人生病的惡靈[4]。
- 水精（Daqr'ahath/Takrahaz）：會讓舟船翻覆而使人溺斃的惡靈[4]。

## 参見
- 邵族祖靈祭

## 外部連結
- 臺灣原住民數位博物館-邵族祭儀文化 （页面存档备份，存于）
- 最高祖靈（Pacalar）與氏族祖靈（A-pu） （页面存档备份，存于）